# Mirepoix (Ariège)
Mirepoix en francés,  Mirapeis en idioma occitano, es una localidad y comuna francesa situada en la región de Languedoc-Rosellón-Mediodía-Pirineos, departamento de Ariège, en el distrito de Pamiers y cantón de Mirepoix, del cual es la capital.
Está integrada en la Communauté de communes du Pays de Mirepoix.
A sus habitantes se les denomina por el gentilicio en francés  Mirapiciens.
Fue una importante bastida medieval.

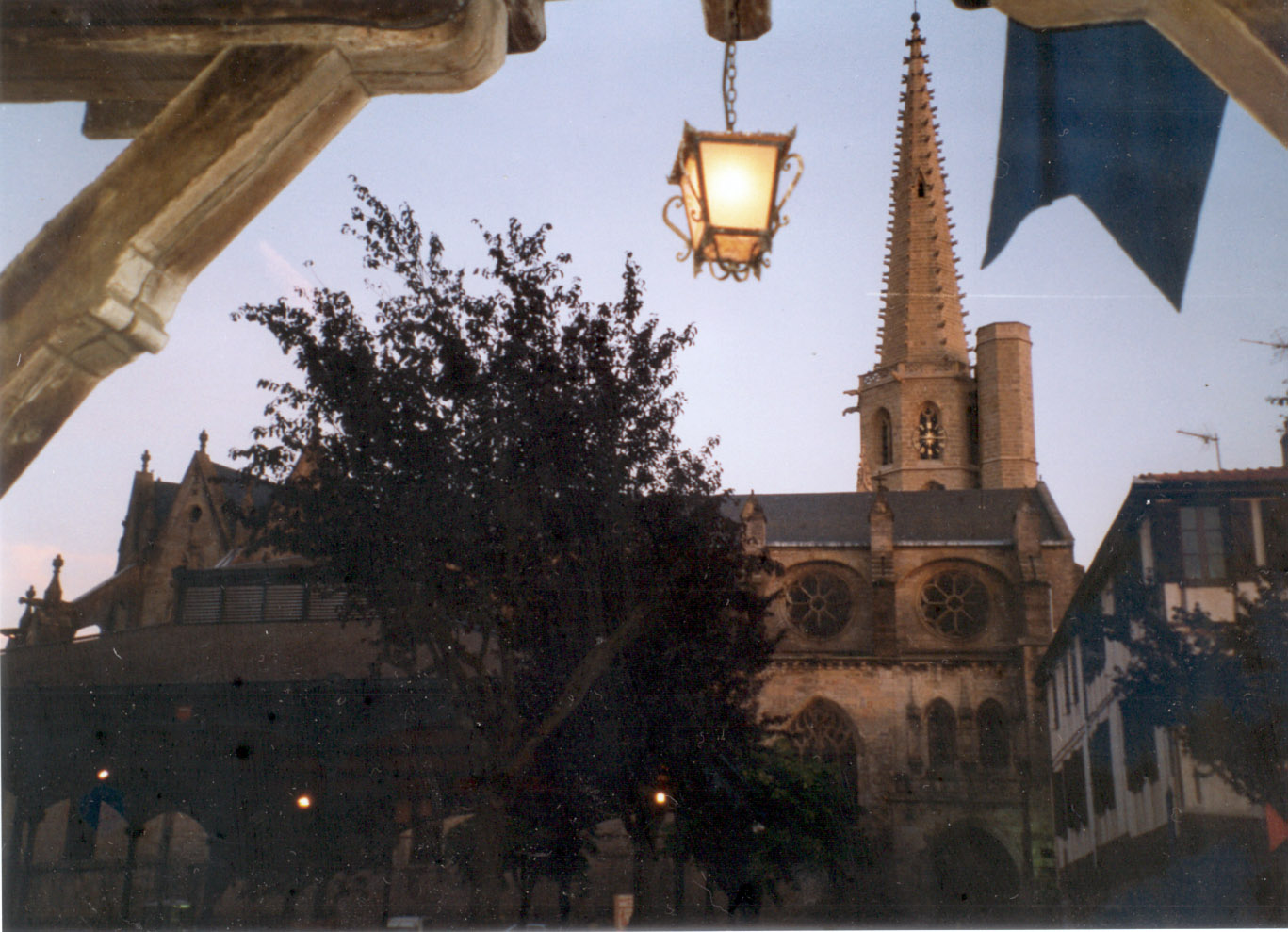
La catedral de Mirepoix

## Etimología
Sobre la etimología del nombre "Mirepoix" no hay un consenso claro: la mayoría de las referencias (guías turísticas, etc.) mencionan un origen a partir de la palabra en occitano "Miro Peix" es decir, "que observa los peces", lo que haría referencia al hecho de que la ciudad se halla cerca de una parte del río Herz con fondo firme y poco profunda,  suficientemente clara y limpia para poder observar perfectamente a los peces dentro del agua.
Esta explicación no obstante es refutada por eruditos que estudiaron el concepto, por ejemplo, F. Taillefer en 1998.
Según estos otros estudios, el origen del nombre viene del latín "Mirum Podio", que significa, "quién observa la montaña", atendiendo y refiriéndose al antiguo enclave de la ciudad destruida posteriormente por la inundación. La evolución natural de este topónimo en occitano se hubiera convertido entonces en  "Miro Pech" (significando pech así mismo "montaña, espigón rocoso"), que fonéticamente no se diferencia demasiado de "Miro Peix".
Cabe mencionar que el escudo de armas de la ciudad, fechado en 1697, con una banda azul superior con tres estrellas y el resto rojo con una trucha dorada en el centro, se basaría en la primera derivación etimológica.

## Historia
En 1209 se convirtió en una de la más importantes ciudades de la zona, al serle otorgada la carta de costumbres y privilegios.
Durante los siglos XII-XIII se concentró en ella el mayor número de casas de Perfectas en la zona, amparadas por el señor de la región, Pierre-Roger de Mirepoix, cátaro que recibió el consolament:

Mirepoix es el centro de la herejía: todos los caballeros que participan de la vida de la vila son cátaros, empezando por su señor, Peire Roger

Durante la Cruzada albigense, en 1209 fue asediada por los cruzados y tomada, otorgándose a Guy de Lévis. Reconquistada de nuevo por los señores occitanos de la región con ayuda de Raimon Roger de Foix en 1223 y devuelta así al hijo de Peire Roger, Pierre-Roger de Mirepoix, pasó a ser Feudo real francés en 1229 debido al Tratado de Meaux.
En 1289 una súbita crecida del río Hers a consecuencia del rompimiento de las presas que contenían al lago de Puivert, produjo la inundación de la ciudad quedando casi totalmente destruida. Fue reconstruida de nuevo en el otro margen del río.

### La ciudad
La ciudad conserva casi intacto su aspecto medieval de finales del siglo XIII cuando fue reconstruida. Se encuentra envuelta dentro de una muralla en la que se puede encontrar una magnífica puerta de entrada a la ciudad del siglo XIII. 

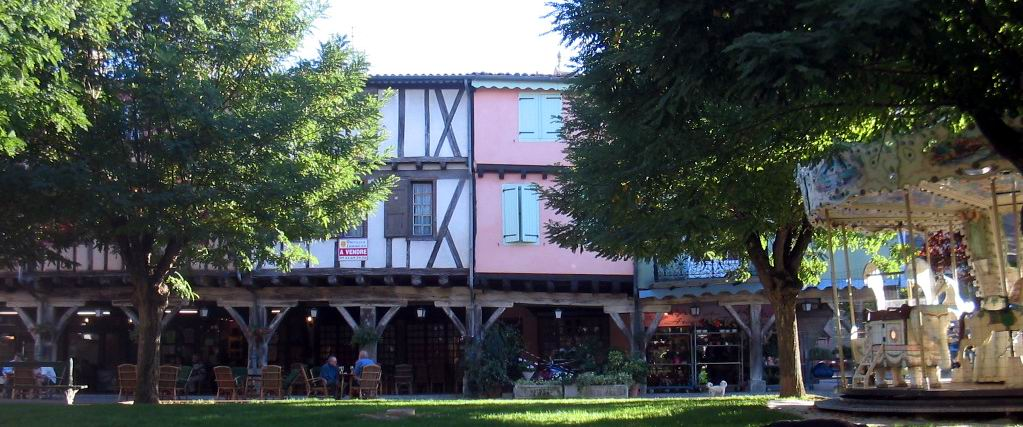
Plaza de los Porches

La gran plaza central, popularmente Place des Couverts, se encuentra rodeada por porches y soportales de madera tallados con esculturas y entramados, de los siglos XIII al XV. Los travesaños la antigua casa de los cónsules son los mejor conservados, observándose en la madera tallada cabezas de monstruos y humanas.
La catedral del románico tardío y gótico meridional, fue consagrada a Saint Maurice en el siglo XIII. La nave central es la más ancha entre las catedrales góticas del Languedoc y una de las más amplias de Europa.

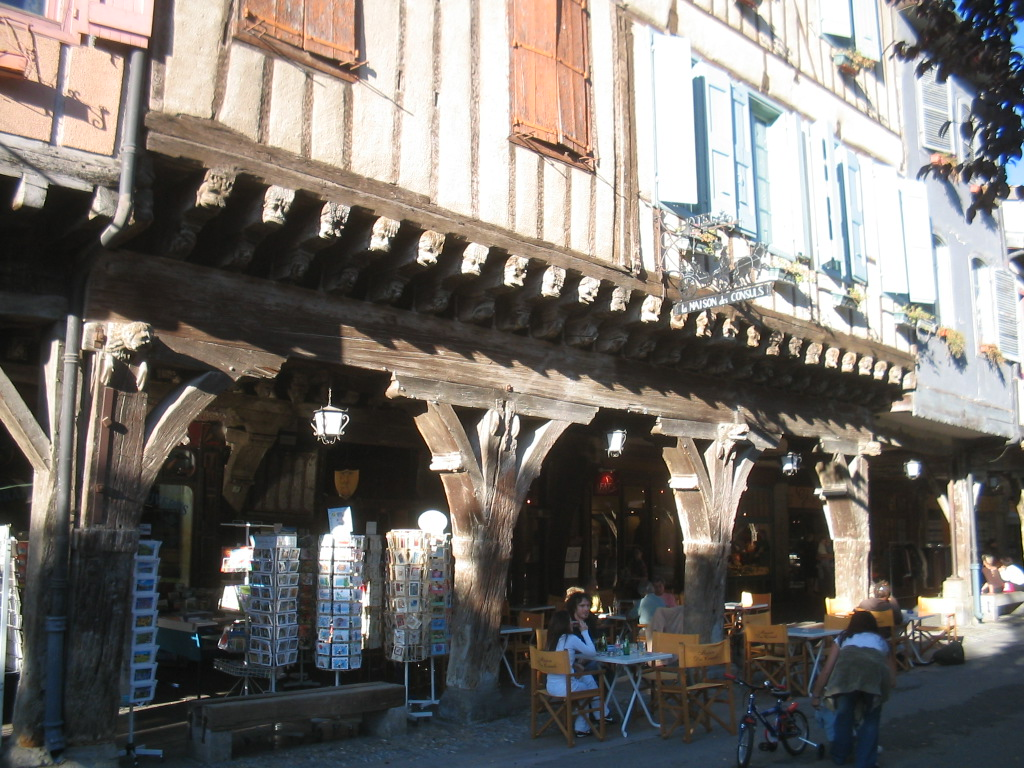
Casa de los cónsules

## Lugares de interés
- Place des Couverts (Plaza de los porches), nombre popular de la Plaza Géneral Leclerc, con porches y casas de entramado de madera

- La Casa de los Cónsules del siglo XV. En 1274, siglo XIII, Guy de Lévis otorgó el derecho a elegir cónsules entre los habitantes de la ciudad. En el año 1500, a los cónsules se les da el derecho de construir su propio edificio, que hacía de tribunal, de sala de consejo y prisión. Destaca la viga de madera de 12 metros de longitud y de más de 60 cm de grosor que sustenta el porche y las 104 esculturas talladas en madera en el edificio.

- La Porte d’Aval. Puerta de la antigua muralla que delimitaba la ciudad, conservada en perfecto estado, construida en 1372.

- Catedral de San Maurico (Monumento histórico de Francia desde 1907). Construcción iniciada el 6 de mayo de 1298 por encargo de Jean de Lévis y que se prolongó durante seis siglos más, hasta el XIX, con la peculiaridad de introducción de distintos materiales como el mahón junto al granito inicial. En 1317 el papa Juan XXII hizode Mirepoix la sede de una nueva diócesis, que fue suprimida en 1801 y su territorio, desmembrado entre las diócesis de Toulouse y Carcasona. En 1860, la única nave de la catedral, ampliada 3,30 m hasta los 21,40 metros, la convierte el edificio religioso  gótico más ancho del Languedoc. El obispo Philippe de Lévis hizo construir la aguja gótica del campanario, acabada en 1506.
  - El órgano construido en 1891 por Link de Giengen, en Brenz (Alemania).

- El puente. De 206 metros de longitud y 7 arcos, obra del arquitecto Jean-Rodolphe Perronet, iniciado en 1776, cuyas obras más conocidas son el puente de la Concordia en París  y el puente de Nantes.

- En las inmediaciones a la ciudad se encuentra:
  - El castillo de Terride. Es el antiguo castillo de Mirepoix, cuya primera mención se remonta a 960, y adoptó el nombre actual en el siglo XVI a raíz del matrimonio entre Jean de Lévis y Catherine-Ursule de Lomagne, que aportó como dote la baronía de Terride. Fue tomado en 1209 por el cruzado francés Simón de Montfort que lo donó al también cruzado Guy de Lévis junto con la ciudad de Mirepoix.

## Personalidades ilustres
- Pierre Poisson. Nacido en Mirepoix y arquitecto de la ciudad. Se traslada a Aviñón a petición de Jacques Fournier (obispo de Mirepoix entre 1326 y 1327) después de ser elegido papa bajo el nombre de Benedicto XII, para construir el Palacio de los Papas (Palais des Papes).
- Mariscal Bertrand Clauzel (1772-1842)
- Jean-Joseph Vidal, notable astrónomo (30 de marzo de 1747 - 2 de enero de 1819). Instaló en su casa natal un observatorio para la estudiar el planeta Mercurio.
- J.B. Mercadier (1750-1618), ingeniero de la provincia del Languedoc. Supervisó los trabajos del puente de la ciudad.
- Gaston Pierre de Lévis-Mirepoix,  maréchal de France (1757) y embajador de Luis XV.

## Festivales importantes
- Temporada de conciertos de órganos (de mayo a octubre) en la catedral.
- Festival Internacional de marionetas.